# 로버트 영 (배우)
로버트 영(영어: Robert Young, 1907년 2월 22일 ~ 1998년 7월 21일)은 미국의 배우이다.

## 영화
- 마델론의 비극
- 하우스 오브 로칠드
- 비밀첩보원 (1936년 영화)
- 십자포화 (영화)